# Grijalva
Grijalva (hiszp. Río Grijalva; lokalnie również Río Mezcalapa i Río Chiapa) – rzeka we wschodnim Meksyku. 
Źródła rzeki znajdują się w paśmie górskim Sierra Madre de Chiapas. Rzeka płynie na północny zachód przez meksykański stan Chiapas, przepływając przez Cañón del Sumidero, po czym przepływa przez sztuczne jezioro Nezahualcoyotl. Dalej płynie w kierunku północnym do stanu Tabasco, skręca w kierunku wschodnim, przepływa przez miasto Villahermosa, po raz ostatni zmienia kierunek na północ i wpada do zatoki Campeche niedaleko miasta Frontera. Długość rzeki wynosi ok. 640 km.
Nazwa rzeki pochodzi od nazwiska Juana de Grijalva, hiszpańskiego konkwistadora, który odkrył ją w 1518 roku.